# Evelyn Ashford
Evelyn Ashford, po mężu Washington (ur. 15 kwietnia 1957 w  Shreveport) – amerykańska lekkoatletka (sprinterka).
4-krotna mistrzyni olimpijska w biegu na 100 metrów (Los Angeles 1984) i w sztafecie 4 × 100 metrów (1984, 1988, 1992), srebrna medalistka olimpijska na 100 metrów (1988). 2-krotna rekordzistka świata na 100 m (do 10,76 w 1984). Jej dorobek medalowy byłby jeszcze bogatszy, jednak Stany Zjednoczone zbojkotowały Igrzyska w Moskwie, gdzie Ashford byłaby faworytką do olimpijskich medali. Ma ona w swoim dorobku również wiele zwycięstw w innych imprezach, między innymi dwa złote medale Igrzysk Panamerykańskich (San Juan 1979 bieg na 100 metrów i bieg na 200 metrów), w tym samym roku triumfowała w biegu na 200 metrów podczas Pucharu Świata w Lekkoatletyce rozegranego w Montrealu. Dwukrotnie była wybierana Lekkoatletką roku miesięcznika Track & Field News (1981 i 1984).

## Rekordy życiowe
- bieg na 100 metrów – 10,76 (1984) były rekord świata, 8. wynik w historii światowej lekkoatletyki
- bieg na 200 metrów – 21,83 (1979)